# Mastnoplod

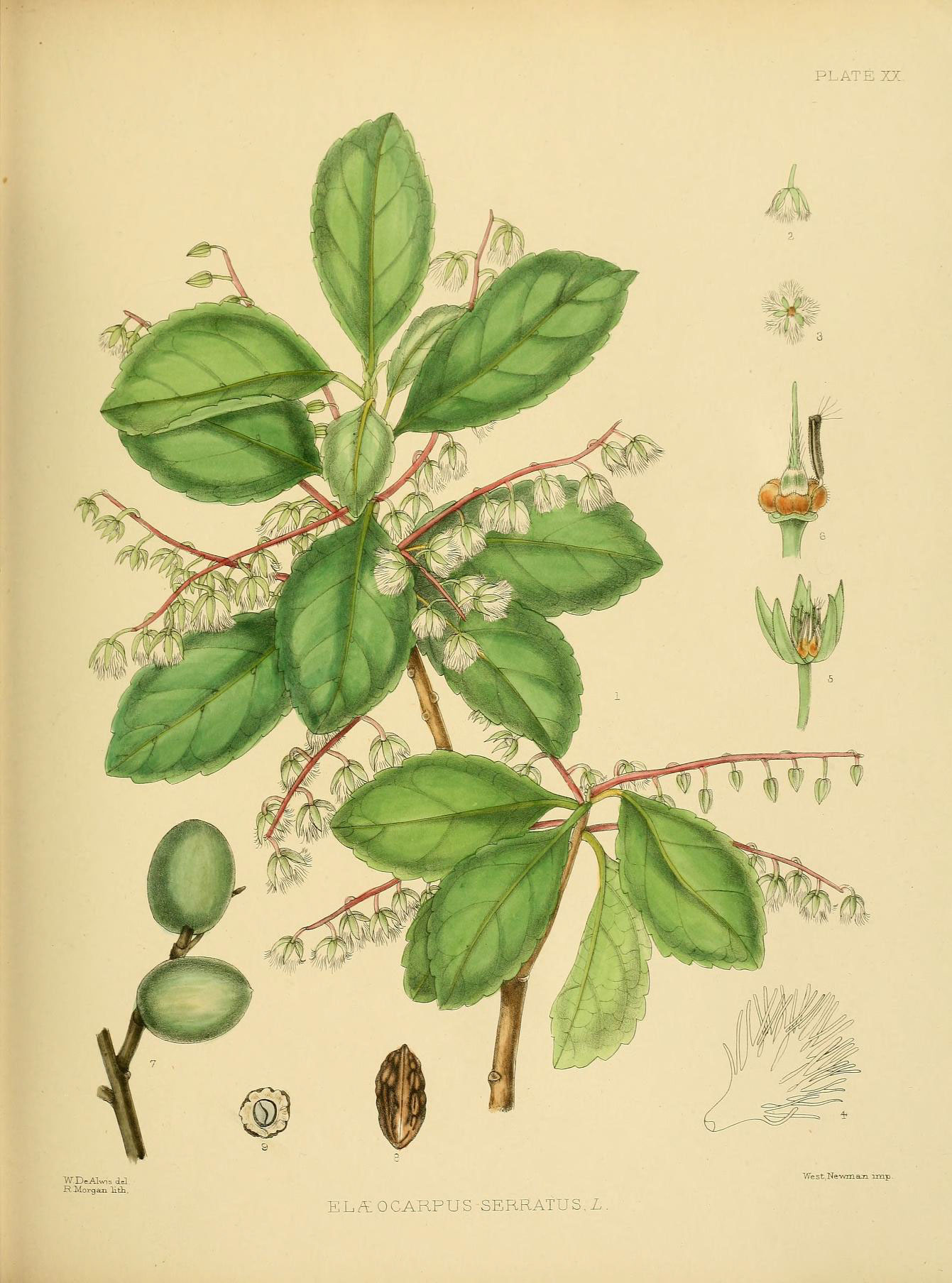
Ilustrace Elaeocarpus serratus z roku 1893

Mastnoplod (Elaeocarpus) je rod rostlin z čeledi mastnoplodovité. Jsou to povětšině stromy se střídavými jednoduchými listy a čtyř nebo pětičetnými květy v hroznovitých květenstvích. Plodem je peckovice. Květy jsou opylovány hmyzem, semena šíří především plodožraví ptáci. Rod zahrnuje téměř 500 druhů a je rozšířen v tropech Starého světa s výjimkou Afriky. Největší počet druhů roste na Nové Guineji a v jihovýchodní Asii. Některé druhy jsou těženy pro dřevo, mají význam v domorodé medicíně nebo jedlou dužninu plodů.

## Popis
Mastnoplody jsou stálezelené nebo řidčeji opadavé stromy nebo výjimečně keře. Listy jsou střídavé, někdy spirálně uspořádané (výjimečně vstřícné), na okraji pilovité nebo celokrajné, se zpeřenou žilnatinou. Řapíky jsou dlouhé a na obou koncích mají nápadnou ztlustlinu (pulvinus). Palisty bývají čárkovité nebo listovité, u některých druhů brzy opadavé. Květy jsou oboupohlavné, čtyř nebo pětičetné, uspořádané v úžlabních hroznovitých květenstvích. Řidčeji jsou květenství klasovitě stažená nebo latovitá. Kalich je na vnější straně chlupatý. Korunní lístky jsou bílé, volné, většinou s dřípeným okrajem, někdy celokrajné a sepaloidní. Tyčinek je 5 až mnoho a mají krátké nitky, vyrůstající z disku a/nebo od báze semeníku. V květech je žláznatý, většinou laločnatý disk. Semeník je svrchní a obsahuje 2 až 5, řidčeji až 7 komůrek, v nichž je po 2 až 16 vajíčkách. Čnělka je čárkovitá nebo šídlovitá. Plodem je peckovice, obsahující jedno až 5 semen. Plody jsou u mnoha druhů jasně modré a mají na povrchu poněkud kovový lesk. Pecka je tvrdá.

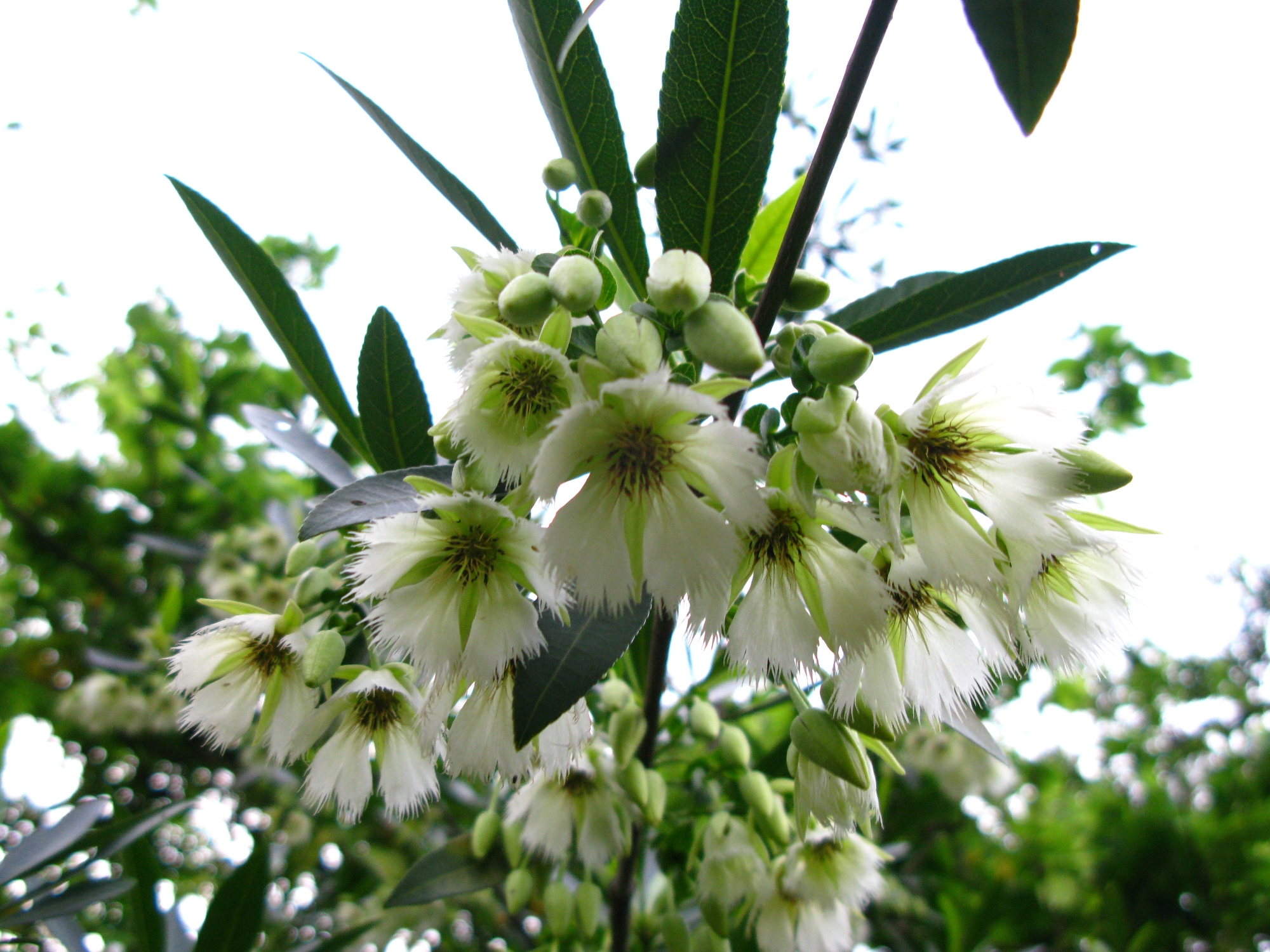
Květy Elaeocarpus hainanensis
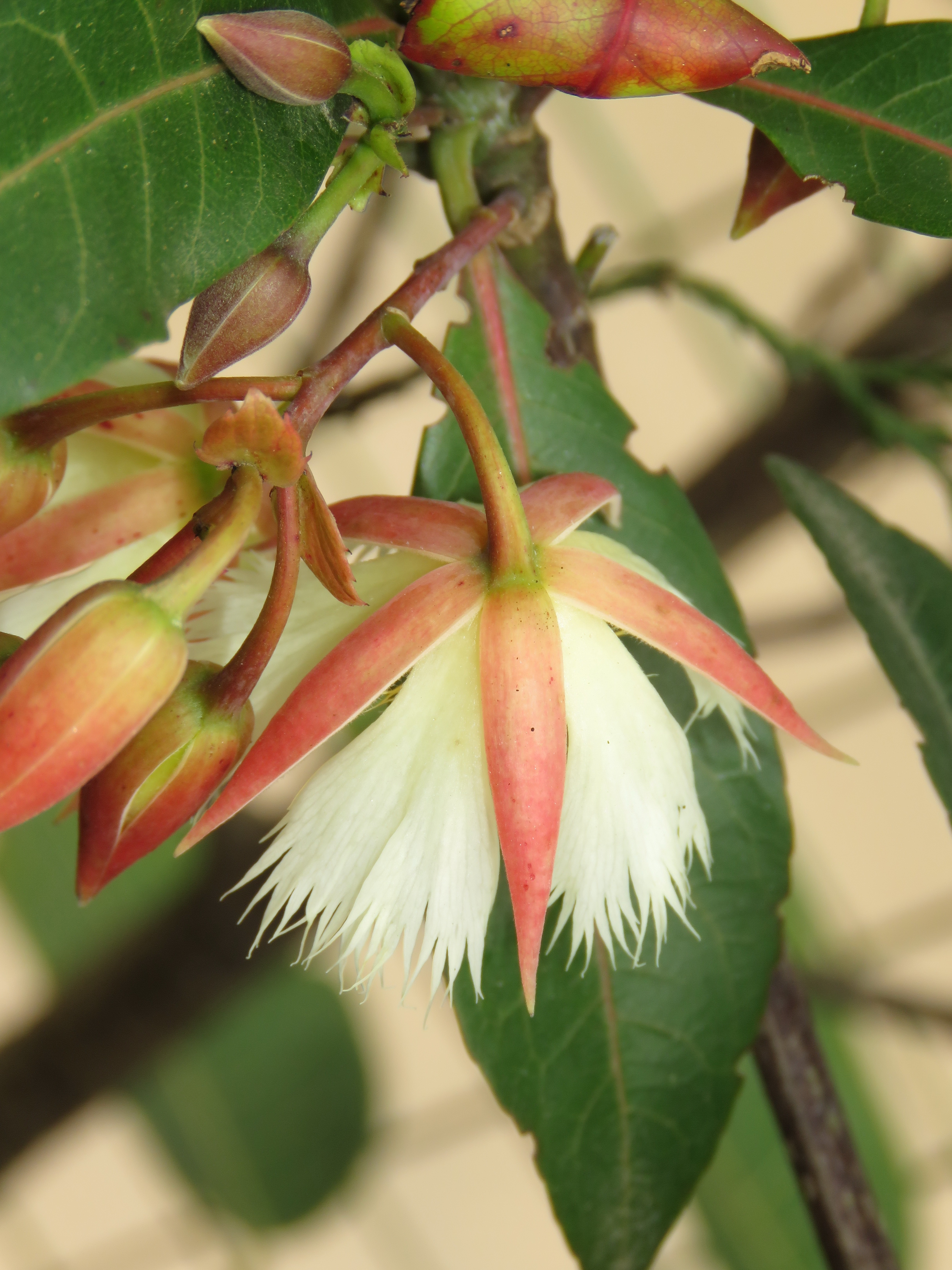
Detail květu Elaeocarpus grandiflorus
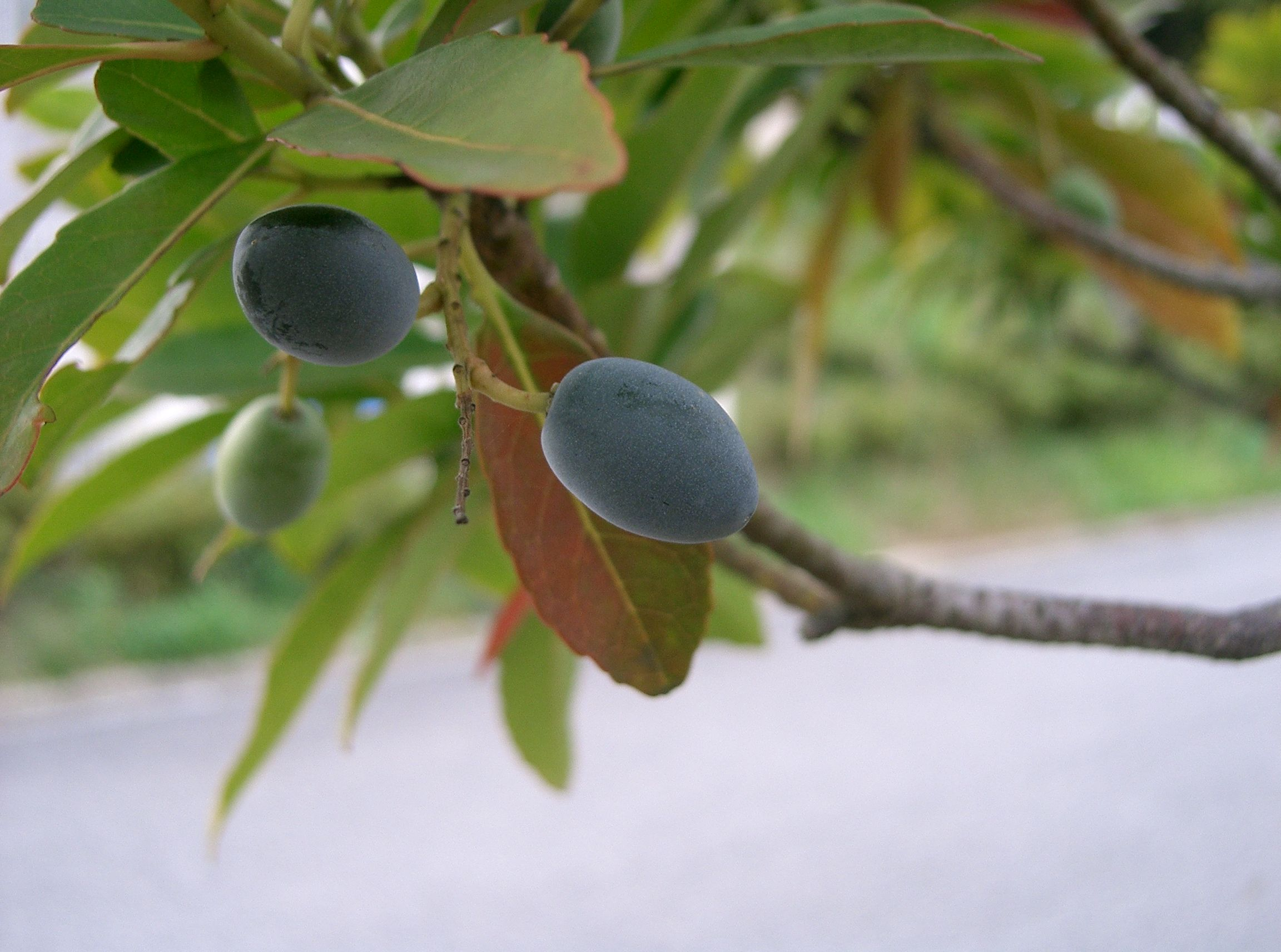
Elaeocarpus sylvestris s plody

## Rozšíření
Rod mastnoplod zahrnuje asi 350 druhů a je největším rodem čeledi mastnoplodovité. Je rozšířen v tropech a subtropech Starého světa od Indie přes jižní Čínu po Japonsko a Koreu a přes Indočínu a jihovýchodní Asii po Austrálii, Nový Zéland a Tichomoří. Vyskytuje se také na Madagaskaru, Mauriciu, Ostrově lorda Howa a Havaji. Centrum druhové diverzity je na Nové Guineji (asi 85 druhů), Borneu (asi 70) a Filipínách (asi 50 druhů). Z Číny je uváděno 39 druhů, z toho 14 endemických. Na Madagaskaru roste 8 druhů, v Japonsku 2. Z Havaje je uváděn jeden druh.
V Austrálii roste asi 25 druhů, které jsou rozšířeny pouze při východním a severním pobřeží. V západní Mikronésii tvoří mastnoplody spolu se zástupci morušovníkovitých, zapotovitých, myrtovitých a různými druhy stukačů dominantní složku druhově chudých lesních porostů na korálových ostrovech.

## Původ jména
Odborný název Elaeocarpus je odvozen od podobnosti plodů mastnoplodu s plody olivovníku.

## Ekologické interakce
Květy mastnoplodů jsou opylovány hmyzem.
Na Jávě navštěvují květy mastnoplodu Elaeocarpus ganitrus pěvci z rodu kruhoočko, kteří zde sbírají nikoliv nektar, ale hojné roztoče. Semena rozšiřují plodožravá zvířata (zejména ptáci), konzumující dužninu plodů.
Ve studii šíření semen druhu Elaeocarpus grandis bylo zjištěno, že největší podíl plodů (celkem 70 %) zůstává do 100 metrů od mateřského stromu, 4 % se pak dostala dále než 400 metrů. Největší zaznamenaná vzdálenost byla 2,3 km.
Plody novozélandských a australských mastnoplodů opadávají za zralosti na zem a díky modrému povrchu s kovovým leskem jsou v opadu snadno viditelné. Na šíření semen se podílejí nelétaví ptáci (kiviové, kasuárové). Poměrně velká semena procházejí trávicím traktem těchto ptáků bez poškození a jsou pak schopna klíčení. Plody také konzumují různí savci, jmenovitě hlodavci, netopýři, prasata, cibetky, kočky, makakové a medvěd pyskatý.

Struktura alkaloidu elaeokarpilinu

## Obsahové látky
Mastnoplody obsahují alkaloidy odvozené od indolizidinu, např. elaeokarpilin (Elaeocarpus dolichostylus), elaeokarpidin (E. archboldianus, E. densiflorus, E. polydactylus), rudrakin (E. ganitrus) aj. Dále byly zjištěny flavonoidy a terpenoidy

## Taxonomie
Rod Elaeocarpus je v rámci čeledi Elaeocarpaceae řazen do tribu Elaeocarpeae. Nejblíže příbuzným rodem je Aceratium (20 druhů od jihovýchodní Asie po Tichomoří a v severovýchodní Austrálii).

## Význam
Některé druhy mastnoplodů jsou těženy pro dřevo. V Malajsii je obchodováno pod názvem sengkurat, v Indonésii jako jenitri. Je měkké až středně tvrdé a lehké až středně těžké. Ve východní Austrálii jsou těženy druhy Elaeocarpus cyaneus a E. kirtoni, na Novém Zélandu E. dentatus.
Plody Elaeocarpus ganitrus jsou v indické medicíně používány při léčení epilepsie a bolestí hlavy, kůra snižuje hladinu krevního cukru. Listy Elaeocarpus serratus slouží na revma, plody proti úplavici. Plody některých asijských druhů (E. serratus, E. floribundus, E. munroii) mají jedlou dužninu.